# Slovenska hokejska liga 1993/94
Sezona 1993/94 Slovenske hokejske lige je bila tretja sezona slovenskega prvenstva v hokeju na ledu. Naslov slovenskega prvaka so tretjič osvojili hokejisti HK Acroni Jesenice, ki so v finalu s 4:3 v zmagah premagali HK Olimpija Hertz.

## Redni del

### Prvi del

#### Lestvica
OT - odigrane tekme, Z - zmage, N - remiji, P - porazi, DG - doseženi goli, PG - prejeti goli, +/- - gol razlika, T - prvenstvene točke.
| # | Klub               | OT | Z  | N | P  | DG  | PG  | +/-  | T  |
| - | ------------------ | -- | -- | - | -- | --- | --- | ---- | -- |
| 1 | HK Inntal Celje    | 12 | 10 | 1 | 1  | 108 | 32  | +76  | 21 |
| 2 | HK Olimpija Hertz  | 12 | 10 | 1 | 1  | 110 | 33  | +77  | 21 |
| 3 | HK Acroni Jesenice | 12 | 8  | 1 | 3  | 97  | 39  | +58  | 17 |
| 4 | HK Sportina Bled   | 12 | 6  | 1 | 5  | 85  | 48  | +37  | 13 |
|   |                    |    |    |   |    |     |     |      |    |
| 5 | HK Triglav Kranj   | 12 | 4  | 0 | 8  | 51  | 94  | -44  | 8  |
| 6 | HDK Maribor Leljak | 12 | 1  | 1 | 10 | 33  | 136 | -103 | 3  |
| 7 | HK Slavija Jata    | 12 | 0  | 1 | 11 | 17  | 118 | -111 | 1  |

### Drugi del

#### Lestvica
OT - odigrane tekme, Z - zmage, N - remiji, P - porazi, DG - doseženi goli, PG - prejeti goli, +/- - gol razlika, T - prvenstvene točke.
| #                              | Klub                           | OT                             | Z                              | N                              | P                              | DG                             | PG                             | +/-                            | T                              |
| Skupina A1 (za 1. do 4. mesto) | Skupina A1 (za 1. do 4. mesto) | Skupina A1 (za 1. do 4. mesto) | Skupina A1 (za 1. do 4. mesto) | Skupina A1 (za 1. do 4. mesto) | Skupina A1 (za 1. do 4. mesto) | Skupina A1 (za 1. do 4. mesto) | Skupina A1 (za 1. do 4. mesto) | Skupina A1 (za 1. do 4. mesto) | Skupina A1 (za 1. do 4. mesto) |
| ------------------------------ | ------------------------------ | ------------------------------ | ------------------------------ | ------------------------------ | ------------------------------ | ------------------------------ | ------------------------------ | ------------------------------ | ------------------------------ |
| 1                              | HK Olimpija Hertz              | 18                             | 16                             | 1                              | 1                              | 149                            | 55                             | +94                            | 33                             |
| 2                              | HK Inntal Celje                | 18                             | 14                             | 0                              | 4                              | 97                             | 64                             | +33                            | 28                             |
| 3                              | HK Acroni Jesenice             | 18                             | 12                             | 1                              | 5                              | 138                            | 62                             | +76                            | 25                             |
| 4                              | HK Sportina Bled               | 18                             | 8                              | 0                              | 10                             | 113                            | 74                             | +39                            | 16                             |
| Skupina A2 (za 5. do 7. mesto) |                                |                                |                                |                                |                                |                                |                                |                                |                                |
| 5                              | HK Triglav Kranj               | 20                             | 10                             | 0                              | 10                             | 89                             | 120                            | -31                            | 20                             |
| 6                              | HDK Maribor Leljak             | 20                             | 5                              | 1                              | 14                             | 62                             | 173                            | -111                           | 11                             |
| 7                              | HK Slavija Jata                | 20                             | 4                              | 0                              | 16                             | 69                             | 161                            | -92                            | 8                              |

## Končnica

### Polfinale
Igralo se je na štiri zmage po sistemu 1-1-1-1-1-1-1.

#### Olimpija - Celje
|  | HK Olimpija Hertz | 7:1 | HK Sportina Bled | Hala Tivoli, Ljubljana |

| Poročilo tekme | Poročilo tekme | Poročilo tekme | Poročilo tekme | Poročilo tekme |
| -------------- | -------------- | -------------- | -------------- | -------------- |
|                |                |                |                |                |

|  | HK Sportina Bled | 5:8 | HK Olimpija Hertz | Ledena dvorana Bled, Bled |

| Poročilo tekme | Poročilo tekme | Poročilo tekme | Poročilo tekme | Poročilo tekme |
| -------------- | -------------- | -------------- | -------------- | -------------- |
|                |                |                |                |                |

|  | HK Olimpija Hertz | 3:2 | HK Sportina Bled | Hala Tivoli, Ljubljana |

| Poročilo tekme | Poročilo tekme | Poročilo tekme | Poročilo tekme | Poročilo tekme |
| -------------- | -------------- | -------------- | -------------- | -------------- |
|                |                |                |                |                |

|  | HK Sportina Bled | 1:4 | HK Olimpija Hertz | Ledena dvorana Bled, Bled |

| Poročilo tekme | Poročilo tekme | Poročilo tekme | Poročilo tekme | Poročilo tekme |
| -------------- | -------------- | -------------- | -------------- | -------------- |
|                |                |                |                |                |

#### Jesenice - Bled
|  | HK Inntal Celje | 4:5 | HK Acroni Jesenice | Dvorana Celje, Celje |

| Poročilo tekme | Poročilo tekme | Poročilo tekme | Poročilo tekme | Poročilo tekme |
| -------------- | -------------- | -------------- | -------------- | -------------- |
|                |                |                |                |                |

|  | HK Acroni Jesenice | 3:4 | HK Inntal Celje | Dvorana Podmežakla, Jesenice |

| Poročilo tekme | Poročilo tekme | Poročilo tekme | Poročilo tekme | Poročilo tekme |
| -------------- | -------------- | -------------- | -------------- | -------------- |
|                |                |                |                |                |

|  | HK Inntal Celje | 5:3 | HK Acroni Jesenice | Dvorana Celje, Celje |

| Poročilo tekme | Poročilo tekme | Poročilo tekme | Poročilo tekme | Poročilo tekme |
| -------------- | -------------- | -------------- | -------------- | -------------- |
|                |                |                |                |                |

|  | HK Acroni Jesenice | 4:3 | HK Inntal Celje | Dvorana Podmežakla, Jesenice |

| Poročilo tekme | Poročilo tekme | Poročilo tekme | Poročilo tekme | Poročilo tekme |
| -------------- | -------------- | -------------- | -------------- | -------------- |
|                |                |                |                |                |

|  | HK Inntal Celje | 4:7 | HK Acroni Jesenice | Dvorana Celje, Celje |

| Poročilo tekme | Poročilo tekme | Poročilo tekme | Poročilo tekme | Poročilo tekme |
| -------------- | -------------- | -------------- | -------------- | -------------- |
|                |                |                |                |                |

### Za peto mesto
Igralo se je na dve zmagi po sistemu 1-1-1.
|  | HK Triglav Kranj | 8:5 | HDK Maribor Leljak | Ledena dvorana Kranj, Kranj |

| Poročilo tekme | Poročilo tekme | Poročilo tekme | Poročilo tekme | Poročilo tekme |
| -------------- | -------------- | -------------- | -------------- | -------------- |
|                |                |                |                |                |

|  | HDK Maribor Leljak | 4:5 | HK Triglav Kranj | Ledena dvorana Maribor, Maribor |

| Poročilo tekme | Poročilo tekme | Poročilo tekme | Poročilo tekme | Poročilo tekme |
| -------------- | -------------- | -------------- | -------------- | -------------- |
|                |                |                |                |                |

### Za tretje mesto
Igralo se je na štiri zmage po sistemu 1-1-1-1-1-1-1.
|  | HK Inntal Celje | 4:3 | HK Sportina Bled | Dvorana Celje, Celje |

| Poročilo tekme | Poročilo tekme | Poročilo tekme | Poročilo tekme | Poročilo tekme |
| -------------- | -------------- | -------------- | -------------- | -------------- |
|                |                |                |                |                |

|  | HK Sportina Bled | 4:3 | HK Inntal Celje | Ledena dvorana Bled, Bled |

| Poročilo tekme | Poročilo tekme | Poročilo tekme | Poročilo tekme | Poročilo tekme |
| -------------- | -------------- | -------------- | -------------- | -------------- |
|                |                |                |                |                |

|  | HK Inntal Celje | 4:5 | HK Sportina Bled | Dvorana Celje, Celje |

| Poročilo tekme | Poročilo tekme | Poročilo tekme | Poročilo tekme | Poročilo tekme |
| -------------- | -------------- | -------------- | -------------- | -------------- |
|                |                |                |                |                |

|  | HK Sportina Bled | 1:5 | HK Inntal Celje | Ledena dvorana Bled, Bled |

| Poročilo tekme | Poročilo tekme | Poročilo tekme | Poročilo tekme | Poročilo tekme |
| -------------- | -------------- | -------------- | -------------- | -------------- |
|                |                |                |                |                |

|  | HK Inntal Celje | 7:2 | HK Sportina Bled | Dvorana Celje, Celje |

| Poročilo tekme | Poročilo tekme | Poročilo tekme | Poročilo tekme | Poročilo tekme |
| -------------- | -------------- | -------------- | -------------- | -------------- |
|                |                |                |                |                |

|  | HK Sportina Bled | 4:3 | HK Inntal Celje | Ledena dvorana Bled, Bled |

| Poročilo tekme | Poročilo tekme | Poročilo tekme | Poročilo tekme | Poročilo tekme |
| -------------- | -------------- | -------------- | -------------- | -------------- |
|                |                |                |                |                |

|  | HK Inntal Celje | 3:1 | HK Sportina Bled | Dvorana Celje, Celje |

| Poročilo tekme | Poročilo tekme | Poročilo tekme | Poročilo tekme | Poročilo tekme |
| -------------- | -------------- | -------------- | -------------- | -------------- |
|                |                |                |                |                |

### Finale
Igralo se je na štiri zmage po sistemu 1-1-1-1-1-1-1.
|  | HK Olimpija Hertz | 3:5 | HK Acroni Jesenice | Hala Tivoli, Ljubljana |

| Poročilo tekme | Poročilo tekme | Poročilo tekme  | Poročilo tekme | Poročilo tekme |
| -------------- | -------------- | --------------- | -------------- | -------------- |
|                |                | (1:1, 2:3, 0:1) |                |                |

|  | HK Acroni Jesenice | 2:6 | HK Olimpija Hertz | Dvorana Podmežakla, Jesenice |

| Poročilo tekme | Poročilo tekme | Poročilo tekme  | Poročilo tekme | Poročilo tekme |
| -------------- | -------------- | --------------- | -------------- | -------------- |
|                |                | (0:3, 1:2, 1:1) |                |                |

|  | HK Olimpija Hertz | 3:0 | HK Acroni Jesenice | Hala Tivoli, Ljubljana |

| Poročilo tekme | Poročilo tekme | Poročilo tekme  | Poročilo tekme | Poročilo tekme |
| -------------- | -------------- | --------------- | -------------- | -------------- |
|                |                | (0:0, 2:0, 1:0) |                |                |

|  | HK Acroni Jesenice | 4:6 | HK Olimpija Hertz | Dvorana Podmežakla, Jesenice |

| Poročilo tekme | Poročilo tekme | Poročilo tekme  | Poročilo tekme | Poročilo tekme |
| -------------- | -------------- | --------------- | -------------- | -------------- |
|                |                | (0:2, 3:1, 1:3) |                |                |

|  | HK Olimpija Hertz | 2:5 | HK Acroni Jesenice | Hala Tivoli, Ljubljana |

| Poročilo tekme | Poročilo tekme | Poročilo tekme  | Poročilo tekme | Poročilo tekme |
| -------------- | -------------- | --------------- | -------------- | -------------- |
|                |                | (2:2, 0:1, 0:2) |                |                |

|  | HK Acroni Jesenice | 6:2 | HK Olimpija Hertz | Dvorana Podmežakla, Jesenice |

| Poročilo tekme | Poročilo tekme | Poročilo tekme  | Poročilo tekme | Poročilo tekme |
| -------------- | -------------- | --------------- | -------------- | -------------- |
|                |                | (3:1, 1:0, 2:1) |                |                |

|  | HK Olimpija Hertz | 2:3 | HK Acroni Jesenice | Hala Tivoli, Ljubljana |

| Poročilo tekme | Poročilo tekme | Poročilo tekme   | Poročilo tekme | Poročilo tekme |
| -------------- | -------------- | ---------------- | -------------- | -------------- |
|                |                | (1:1, 1:2, 0:0)) |                |                |

## Končna lestvica prvenstva
1. HK Acroni Jesenice
2. HK Olimpija Hertz
3. HK Inntal Celje
4. HK Sportina Bled
5. HK Triglav Kranj
6. HDK Maribor Leljak
7. HK Slavija Jata

## Najboljši strelci
G - goli, P - podaje, T - točke
| #  | Igralec               | Klub               | G  | P  | T   |
| -- | --------------------- | ------------------ | -- | -- | --- |
| 1  | Trevor Jobe           | HK Olimpija Hertz  | 80 | 42 | 122 |
| 2  | Pavel Kadikov         | HK Acroni Jesenice | 41 | 46 | 87  |
| 3  | Colin Patterson       | HK Olimpija Hertz  | 31 | 50 | 81  |
| 4  | Mihail Anfjorov       | HK Sportina Bled   | 47 | 29 | 76  |
| 5  | Tomaž Vnuk            | HK Inntal Celje    | 49 | 23 | 72  |
| 6  | Sergejs Povečerovskis | HK Inntal Celje    | 37 | 32 | 69  |
| 7  | Jurij Leonov          | HK Triglav Kranj   | 37 | 30 | 67  |
| 8  | Ildar Rahmatuljin     | HK Acroni Jesenice | 40 | 26 | 66  |
| 9  | Toni Tišlar           | HK Olimpija Hertz  | 29 | 36 | 65  |
| 10 | Nik Zupančič          | HK Olimpija Hertz  | 28 | 36 | 64  |